# Келли, Девин
Девин Келли (англ. Devin Kelley; род. 1986) — американская актриса.

## Жизнь и карьера
Девин Келли родилась и выросла в Сент-Поле, штат Миннесота, а в 2004 году, после окончания средней школы, переехала в Лос-Анджелес. В 2008 году она закончила со степенью бакалавра искусств Университет Южной Калифорнии. В 2011 году она сыграла одну из главных ролей в сериале «Власть закона», который был закрыт после одного сезона, а после присоединилась к сериалу «Тайные операции». На большом экране она снялась в фильме 2012 года «Запретная зона»
Келли исполнила одну из главных ролей в сериале «Воскрешение», который вышел на ABC в сезоне 2013—2014 годов. В 2016 году она получила регулярную роль в сериале The CW «Радиоволна», играя мать Пейтон Лист.

## Фильмография
| Год       |     | Русское название | Оригинальное название | Роль           |
| --------- | --- | ---------------- | --------------------- | -------------- |
| 2005      | кор | —                | Les ours              | Хризантема     |
| 2008      | кор | —                | The Roommate          | Сьюзан         |
| 2009      | с   | —                | Tease                 | Кэт            |
| 2009      | кор | —                | Refrigerator          | Мэрион         |
| 2011      | с   | Власть закона    | The Chicago Code      | Вонда Високи   |
| 2011—2012 | с   | Тайные операции  | Covert Affairs        | Паркер Роуленд |
| 2012      | ф   | Запретная зона   | Chernobyl Diaries     | Аманда         |
| 2013      | ф   | —                | Turtle Island         | Дейзи          |
| 2014—2015 | с   | Воскрешение      | Resurrection          | Мэгги Лэнгстон |
| 2015      | тф  | Зачистка         | Swept Under           | Морган Шер     |
| 2015      | ф   | Якоря            | Anchors               | Джулия         |
| 2016—2017 | с   | Радиоволна       | Frequency             | Джули Салливан |
| 2018—2020 | с   | 9-1-1            | 9-1-1                 | Шеннон Диас    |